# Epicephalius gracilis
Epicephalius gracilis är en insektsart som beskrevs av Matsumura 1908. Epicephalius gracilis ingår i släktet Epicephalius och familjen dvärgstritar. Inga underarter finns listade i Catalogue of Life.